# Bolbro Sogn

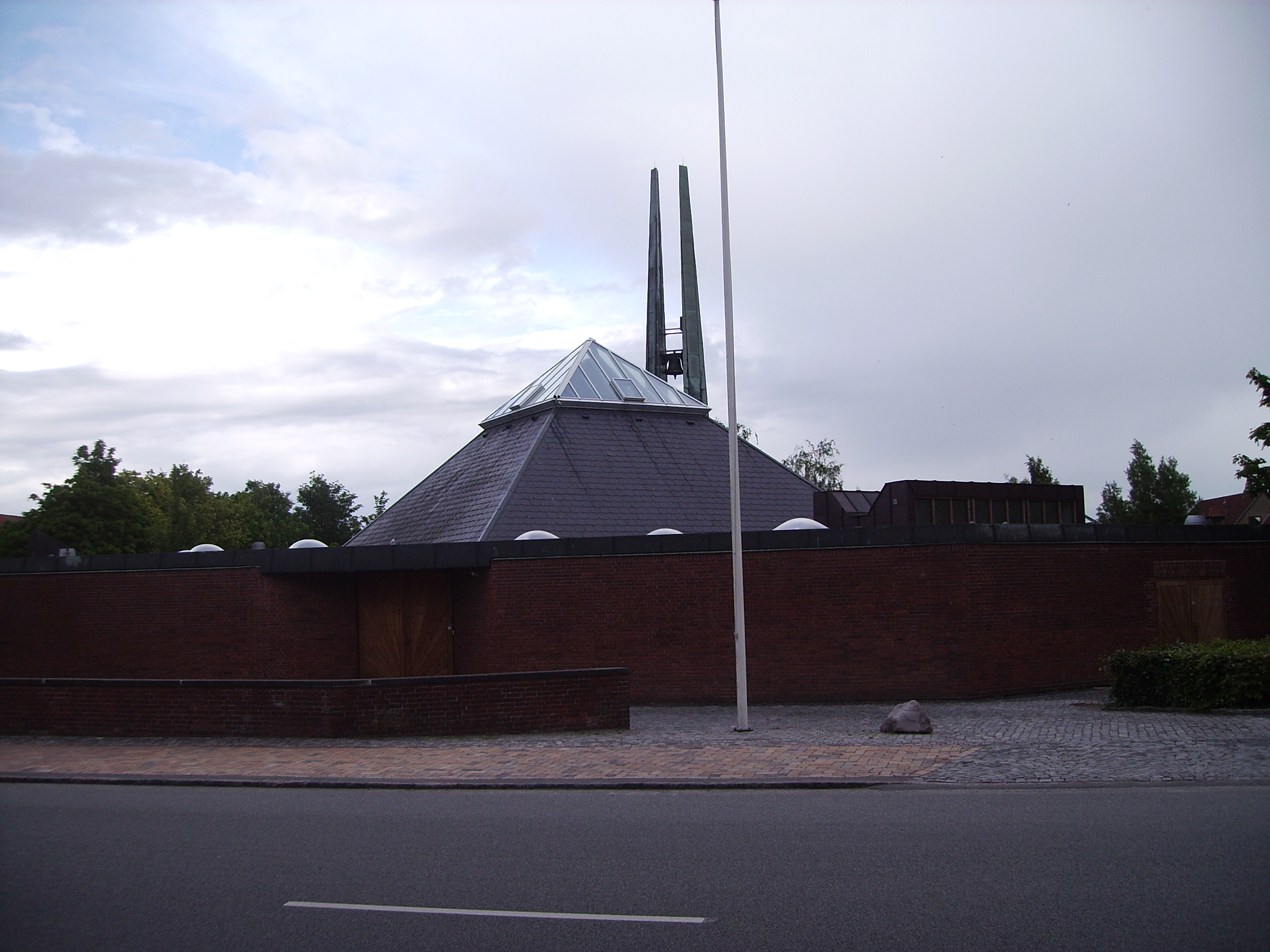
Bolbro Kirke

Bolbro Sogn ist eine Kirchspielsgemeinde (dän.: Sogn) auf der Insel Fyn (dt.: Fünen) im südlichen Dänemark. Bis 1970 gehörte sie zur Harde Odense Herred im damaligen Odense Amt, danach zur Odense Kommune im Fyns Amt, die im Zuge der  Kommunalreform zum 1. Januar 2007 Teil der Region Syddanmark geworden ist.
Von den 182.387 Einwohnern von Odense leben 12.059 im Kirchspiel Bolbro (Stand: 1. Januar 2023). Im Kirchspiel liegt die Kirche „Bolbro Kirke“.
Nachbargemeinden sind im Norden und Westen Paarup Sogn, im Nordosten Hans Tausens Sogn, im Südosten  Ansgars Sogn und im Süden Sanderum Sogn.